# Sweet Chariots
Sweet Chariots var en svensk musikduo bestående av Niclas Frisk från Atomic Swing och Andreas Mattsson från Popsicle.

## Diskografi

### Album
- 2000 – Beat Based, Song Centered, Spiritled – topplacering i Sverige: plats 57[2]

### Singlar
- 2000 – Cry No More Tears – topplacering i Sverige: plats 43[3]